# ملوخية

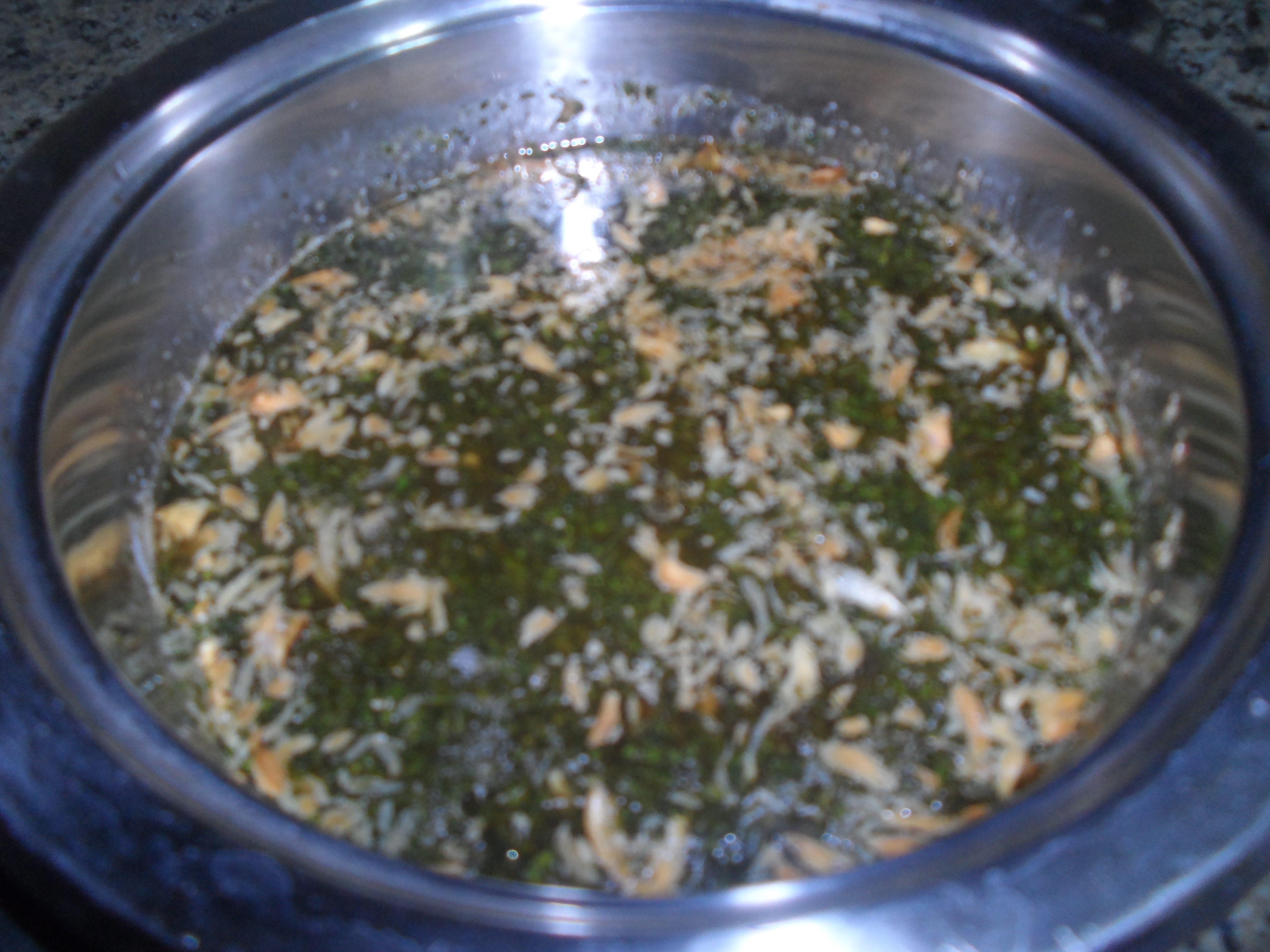
ملوخية

الملوخية(باللاتينية: Corchorus olitorius) نوع نباتي ضمن جنس الملوخية الذي يتبع   الفصيلة الخبازية من النباتات الزهرية. تتفاوت أطوال سوقها واصل أكثر من متر، وتتميز بأزهار الصفراء الصغيرة التي تنتج عددا من البذور. وتعد الملوخية طبقا دأب على تناوله الفراعنة في مصر القديمة حتى ذاع صيتها بين العامة وأصبحت من الأطباق المصرية الأصيلة، فانتقلت إلى بعض البلدان العربية تباعاً حيث شاعت زراعة أوراقها التي تستخدم في عمل الطبق.
في المملكة المغربية الطبق غير شائع ويطلق اسم الملوخية على البامية الخضراء.

## قصة الملوخية
- هناك قصتان فسرتا سر تسمية نبات الملوخية بهذا الاسم، الأولى هي ان الملوخية كانت نبات قديم في عهد الفراعنة، وكان يسمى «خية» و كانت بالبداية تستخدم للعلاج و لكن تم تحويلها لطبق شعبي و تم ذكر الملوخية بكتاب "
- كنز الفوائد لتنويع الموائد" (كتاب طبخ مصري يعود للقرن الثالث عشر)

## الأسماء
- الاسم الفرنسي: (بالفرنسية: corète potagère)‏
- الاسم الإنجليزي: (بالإنجليزية: Jew's mallow)‏
- الاسم العلمي: (باللاتينية: Corchorus olitorius)

## الاستعمالات

### ألياف
الملوخية الطازجة تحتوي على 1.5% ألياف بينما اليابسة تحتوي على حوالي 11% ألياف
- من بين الأطباق المصرية يشتهر طبق الملوخية بالأرانب: وايضآ بالدجاج
- و تستخدم في الأطباق الشامية بفتات الدجاج و اللحم
- تستخدم في الأطباق التونسية باللحم البقري

## النبات
الملوخية من الفصيلة (الزيزفونية) Tiliaceae, وتزرع الملوخية من أجل أوراقها الخضراء التي تستعمل طازجة أو بعد تجفيفها.
- المناخ: الملوخية من الخضروات التي تحتاج إلى طقس دافئ (25-30سْ) وهي لا تتحمل البرودة ولا تنبت بذورها عند درجات الحرارة المنخفضة.
- التربة : تنجح زراعة الملوخية في جميع أنواع التربة، لكنها تجود في المتوسطة والثقيلة.
- طرق الزراعة وكمية التقاوي: تزرع البذور في أحواض مكشوفة أو محمية، وهناك طريقة أخرى تتبع في البيوت المكيفة بزراعتها نثرا في مصاطب لريها بالتنقيط، وفي هذه الحالة يجب زيادة عدد أنابيب الري كي تقترب من بعضها. ويحتاج الدونم 2,5-3 كغ من البذور تقريبا.
- عمليات الخدمة
  - الري: الملوخية من النباتات المحبة للمياه، لذا يجب مراعاة عدم جفاف التربة بعد الزراعة حتى الإنبات ثم تروى حسب الطقس السائد ونوع التربة لانتظام نمو النباتات وجودة أوراقها.
  - التسميد: الملوخية من الخضروات الورقية فهي تحتاج إلى عنصر النيتروجين أكثر من بقية العناصر، لذلك ينصح بإضافة 2,5م3 سماد عضوي عند إعداد الأرض للزراعة. واسمدة كيميائية بعد كل حشة.
- النضج والجني : يتم نزع النباتات بعد 2,5-3 أشهر من الزراعة في المواسم الباردة وذلك عندما تصل إلى حجم مناسب، أما في المواسم الدافئة فتحش النباتات قريبا من سطح الأرض بعد شهر ونصف إلى شهرين من الزراعة، وتربط في حزم كبيرة وتسوق (وقد تقطف الاوراق وتوضع في اكياس) ويؤخذ منها 4-6 حشات، ويقدر محصول الدونم ب 400-500 كغ في كل حشة.

## معرض الصور

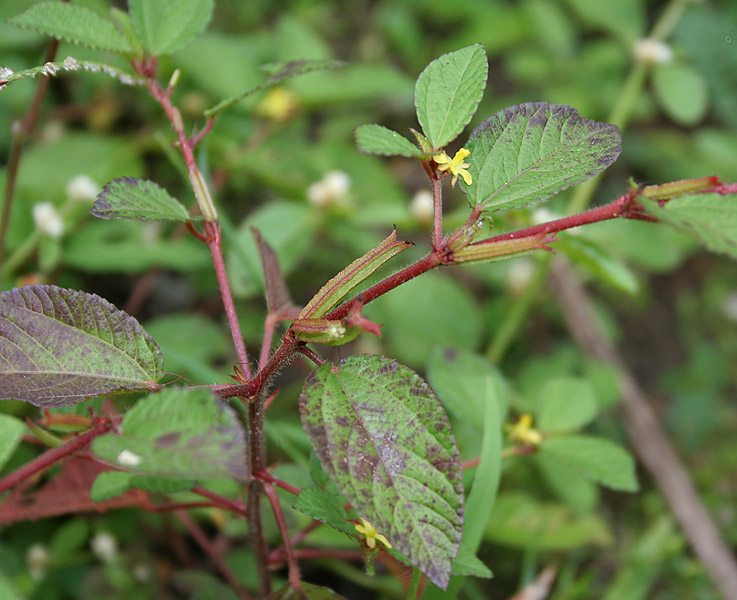
Corchorus aestuans' in حيدر آباد.
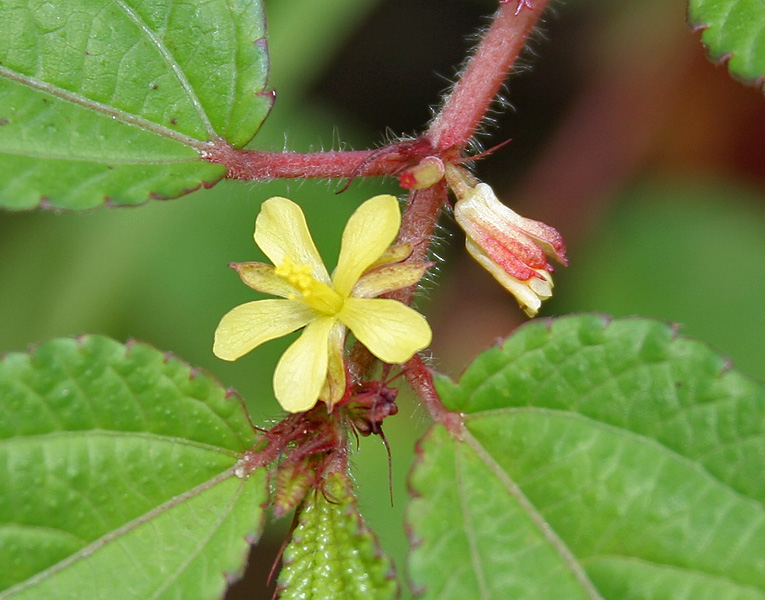
Corchorus aestuans in حيدر آباد.

## وصلات خارجية
- Turkish-Cypriot Cuisine: Molohiya
- Malvaceae.info page on Corchorus
- The Golden, Copper, and Silver Fibers Contains information and images about some plants of Corchorus & Hibiscus genus.
- Molokheya: An Egyptian National dish contains culinary and historical information.
- Whitlock, B. A., K. G. Karol, and W. S. Alverson. 2003. Chloroplast DNA Sequences Confirm the Placement of the Enigmatic Oceanopapaver within Corchorus (Grewioideae: Malvaceae s.l., Formerly Tiliaceae). International Journal of Plant Sciences 164: 35–41 (abstract here).
- فوائد الملوخية الصحية
- مهندس سوري يدخل الملوخية إلى تركيا https://youtu.be/r-VJwc12Lsc
- فوائد الملوخية الخضراء للجنس